# Neritz
Neritz (niederdeutsch Neers) ist eine Gemeinde im Kreis Stormarn in Schleswig-Holstein. Zum Gemeindegebiet gehört neben Neritz noch die Ortschaft Floggensee.

## Geographie
Neritz liegt an der Bundesstraße 75 zwischen Bad Oldesloe und Bargteheide.

## Geschichte
Neritz liegt an der alten Handelsstraße zwischen Hamburg und Lübeck und wurde 1345 erstmals erwähnt. Durch Neritz verlief auch der Alster-Trave-Kanal, der im 15. und 16. Jahrhundert gebaut wurde und eine schiffbare Verbindung zwischen Hamburg und Lübeck herstellen sollte.
Nachdem 1549 nach vielen Streitigkeiten um den Kanalbau und seine Kosten der Schleusenwärter in Neritz erschlagen wurde, wurde der weitere Bau eingestellt und der Kanal verfiel.

## Politik

### Gemeindevertretung
Bei der Kommunalwahl am 14. Mai 2023 wurden insgesamt neun Sitze vergeben. Von diesen erhielt die Actionsgemeinschaft Neritzer Wähler fünf Sitze und die Bürger engagiert für Neritz vier Sitze.

### Bürgermeister
Bürgermeister ist Dennis Hauke (ANW).

### Wappen
Blasonierung: „In Silber ein blauer Schrägwellenbalken, begleitet von zwei giebelständigen, reetgedeckten roten Bauernhäusern und überdeckt mit einer schwarzen Quaderbrücke mit schwarzem, mit dem Monogramm König Christians VII. von Dänemark geschmückten Schlussstein.“

## Wirtschaft und Infrastruktur
Wirtschaftlich ist die Gemeinde auf Bad Oldesloe ausgerichtet, wohin auch eine Linienbusverbindung besteht.

## Kultur und Sehenswürdigkeiten
In der Liste der Kulturdenkmale in Neritz stehen die in der Denkmalliste des Landes Schleswig-Holstein eingetragenen Kulturdenkmale.

## Sport
Der örtliche Sportverein wurde 1983 gegründet.

## Persönlichkeiten
- Hinrich Schmalfeldt (1850–1937), SPD/USPD-Politiker, Reichstagsabgeordneter